# Erosida yucatana
Erosida yucatana là một loài bọ cánh cứng trong họ Cerambycidae.